# Pfarrkirche Groißenbrunn

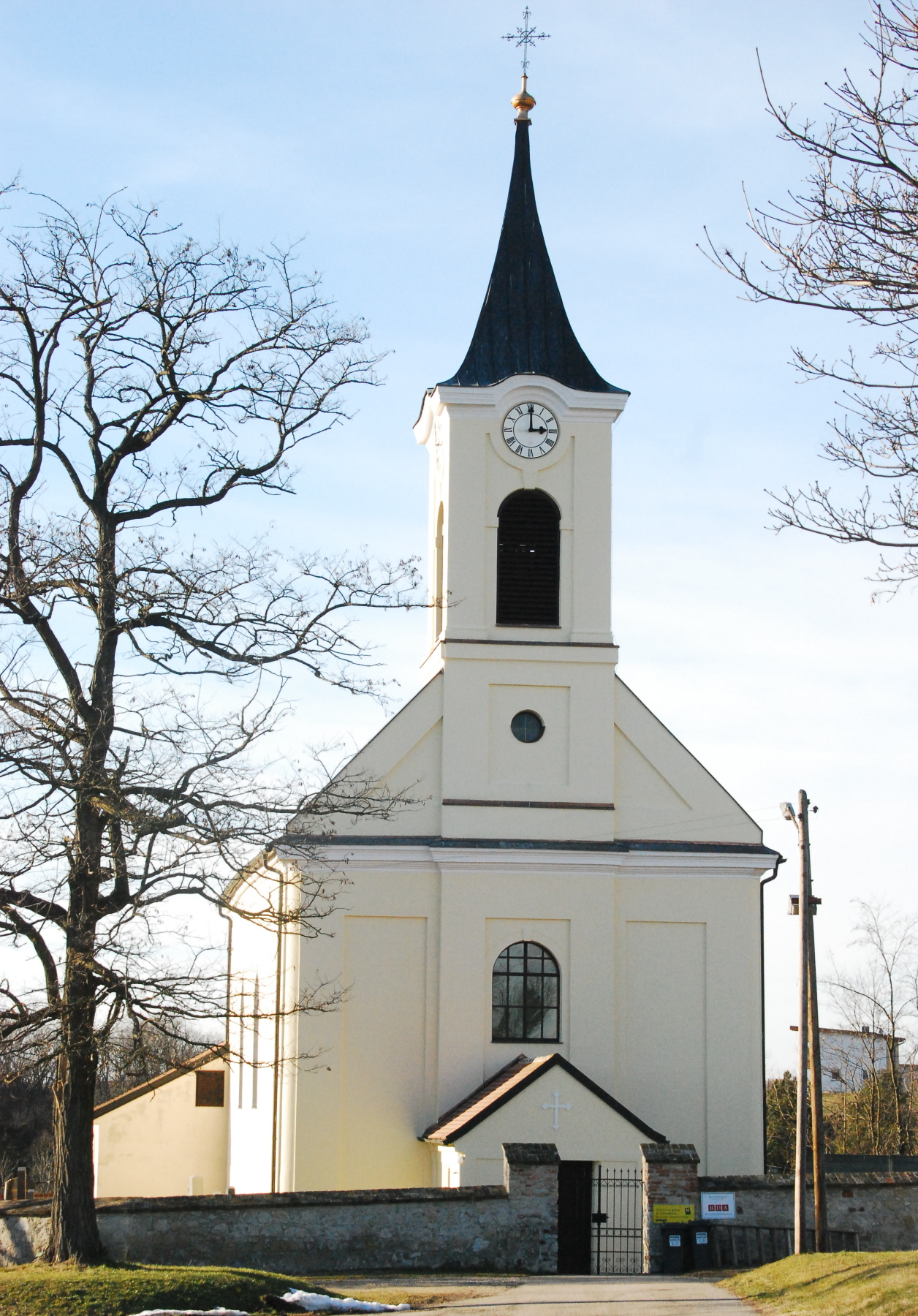
Katholische Pfarrkirche hl. Ägydius in Groißenbrunn

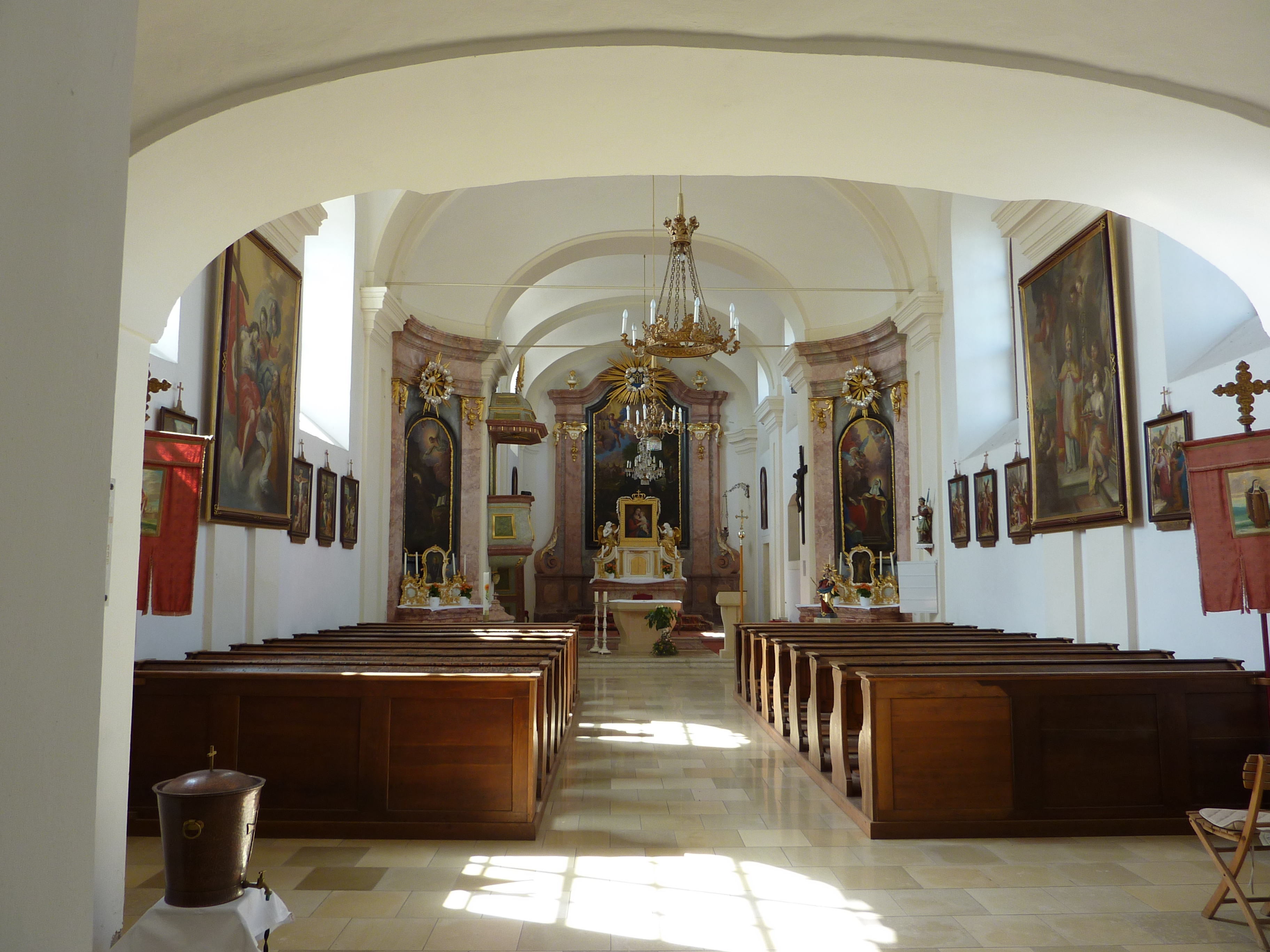
Im Langhaus zum Chor

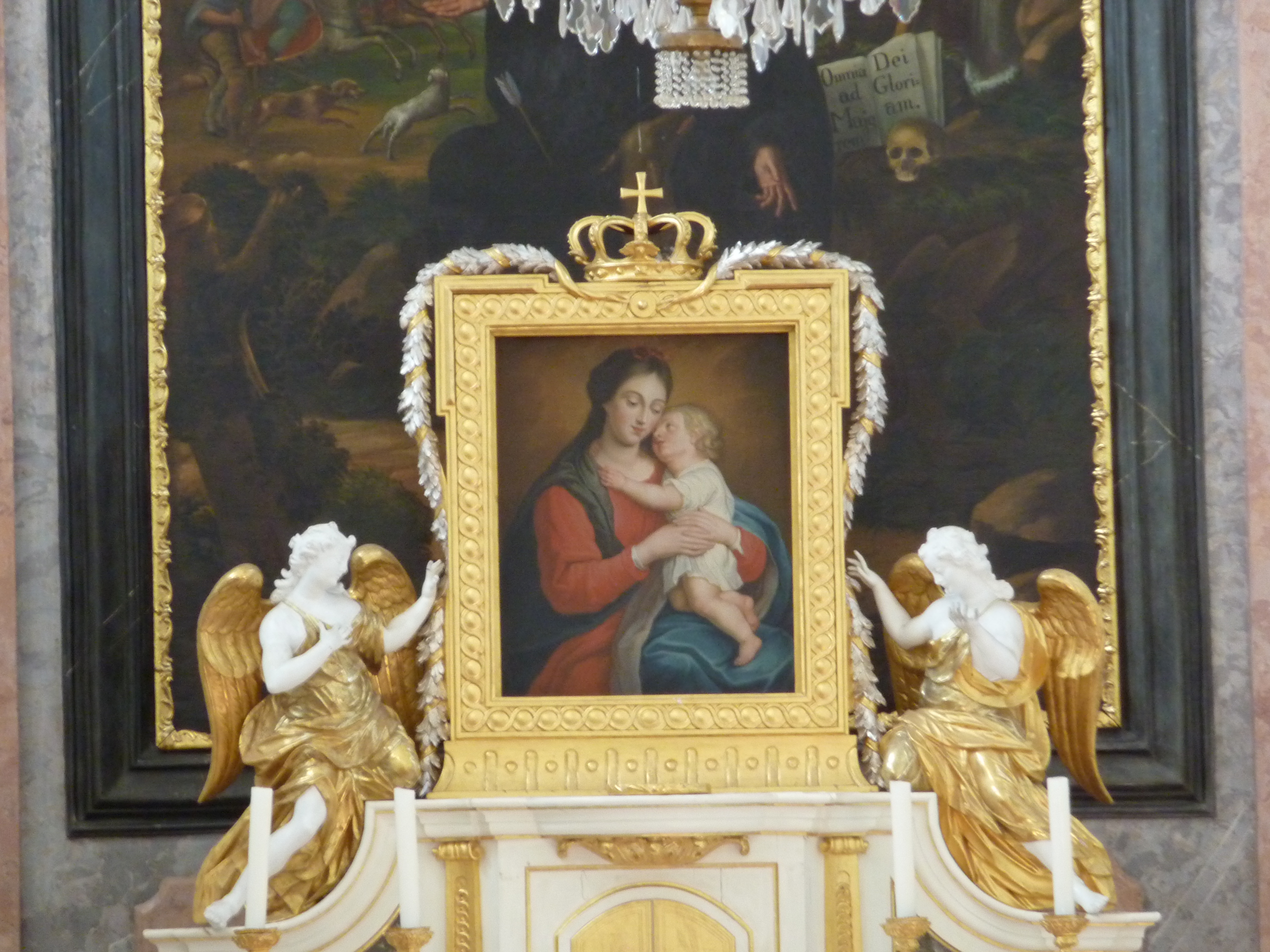
Gnadenbild Mariahilf

Die Pfarrkirche Groißenbrunn steht in der Ortschaft Groißenbrunn in der Marktgemeinde Engelhartstetten im Bezirk Gänserndorf in Niederösterreich. Die dem Patrozinium hl. Ägidius unterstellte römisch-katholische Pfarrkirche und Wallfahrtskirche – dem Stift Melk inkorporiert – gehört zum Dekanat Gänserndorf im Vikariat Unter dem Manhartsberg der Erzdiözese Wien. Die Kirche steht unter Denkmalschutz (Listeneintrag).

## Geschichte
Ein Vikariat bestand vor 1400. Eine Pfarre 1677 wurde 1783 wieder errichtet und dem Stift Melk inkorporiert.
Der mächtige barocke Kirchenbau wurde 1751 mit Matthias Gerl begonnen und 1763 mit Joseph Gerl vollendet. 1825 war ein Brandschaden und 1945 entstanden schwere Kriegsschäden. Von 1984 bis 1986 erfolgte eine statische Sicherung und eine Restaurierung.

## Architektur
Die große nach Westen orientierte Kirchenbau steht weithin sichtbar im Norden des Ortes und ist von einem Friedhof umgeben.
Die hochgezogene Turmfassade zeigt eine strenge Lisenenführung, über dem Dreieckgiebel erhebt sich der Fassadenturm mit großen Schallfenstern und einem Spitzhelm aus dem Jahr 1825. Das Langhaus ist durch Lisenengliederung und Segmentbogenfenster gegliedert. Der eingezogene Chor wird von je zwei Seitenkapellen flankiert.
Das Kircheninnere zeigt sich mit einem saalartigen zweijochigen Langhaus mit Platzlgewölben zwischen Doppelgurten auf flachen Doppelpilastern. Das im Osten situierte Emporenjoch hat eine leicht vorschwingende Empore. Zum Chor hin hat das Langhaus abgerundete Raumecken und einen segmentbogigen Triumphbogen. Der eingezogene einjochige Chor mit einem flach gerundeten Schluss hat ein Platzlgewölbe zwischen Doppelgurten auf Doppelpilastern. Die vier seitlichen Kapellen am Chor haben Stichkappengewölbe.

## Ausstattung
Der Hochaltar ist ein konkav eingezogener Stuckmarmoraltar aus 1774 mit Pilastergliederung und geschwungenem Abschluss dem Hochaltarbild hl. Ägidius. Auf der freistehenden Mensa steht das Gnadenbild Mariahilf flankiert von adorierenden Engeln Pfarrkirche Groißenbrunn, welches 1771 aus der Maria-Bründl-Kapelle hierher übertragen wurde.
Die schlichten Seitenaltäre aus dem Jahr 1774 zeigen die Altarblätter links Franz von Assisi und rechts Theresia, die Patrone des damaligen Kaiserpaares.
Es gibt einen bemerkenswerten barocken Luster aus dem 18. Jahrhundert. Ein Wappenstein nennt 1734.
Die Orgel mit 8 Registern baute Simon Burckhardt 1757. Eine Restaurierung erfolgte 2016 durch Pemmer Orgelbau.